# Schloss Commercy

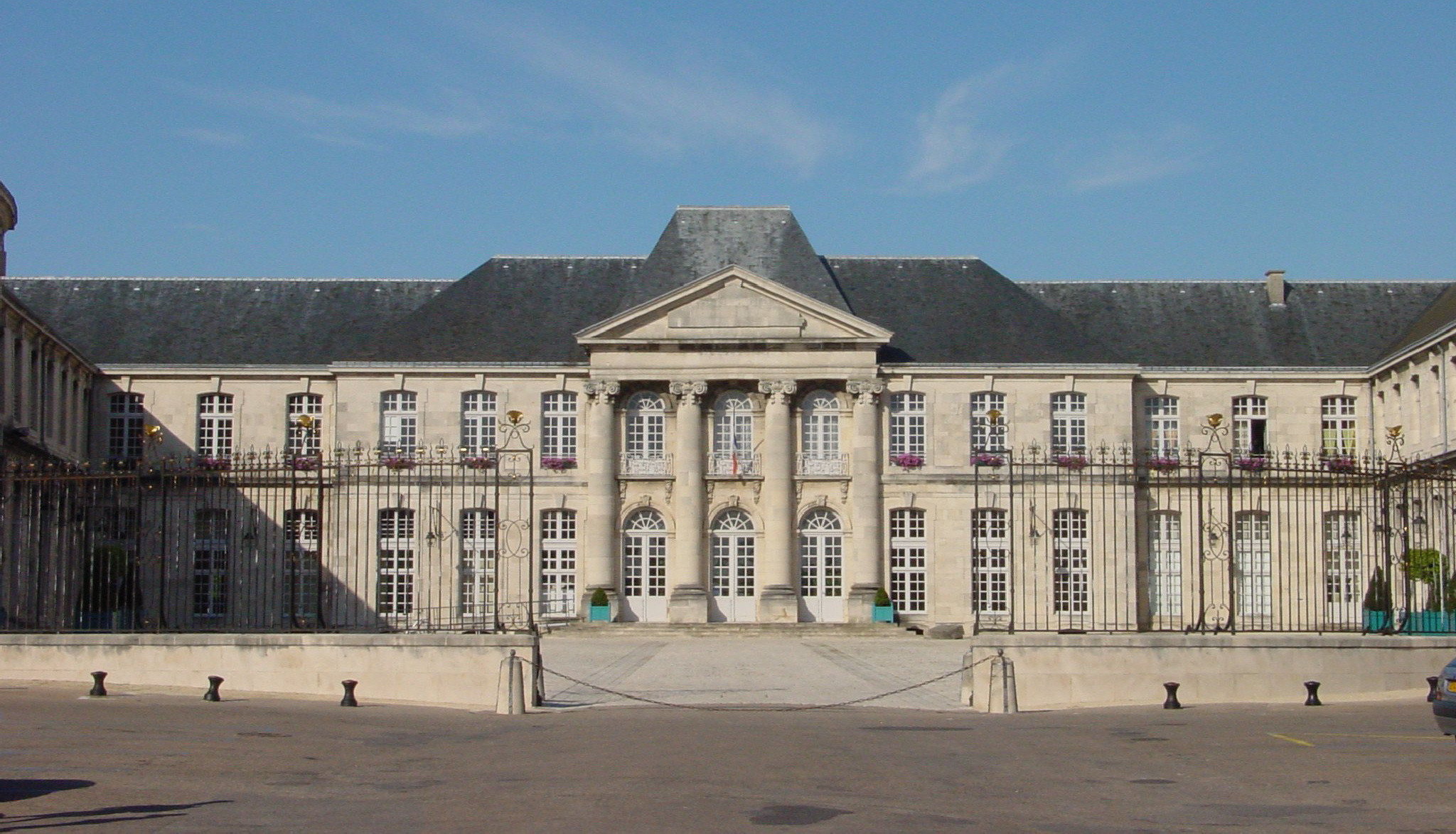
Schloss Commercy, Ehrenhofseite

Das Schloss Commercy ist ein Barockbau in der gleichnamigen Stadt im französischen Département Meuse. Das Schloss wurde von 1708 bis 1717 durch Charles Henri de Lorraine-Vaudémont anstelle einer mittelalterlichen Burg erbaut. Nach seinem Tod kam es in den Besitz der Herzöge von Lothringen. Seine Fassadengestaltung zeigt Ähnlichkeiten zum Schloss Lunéville.

## Geschichte

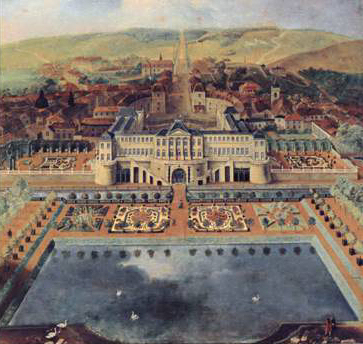
Schloss Commercy im 18. Jh.

Die Burg Commercy wird 967 erstmals urkundlich erwähnt. Um 1100 wird mit Richwin von Commercy erstmals ein nach dem Ort benanntes Adelsgeschlecht genannt. Durch die Heirat Simons von Commercy mit Mathilde von Saarbrücken wurde die Herrschaft Commercy nach dem Tod des letzten Saarbrücker Grafen 1274 mit der Grafschaft Saarbrücken vereint. Unter Graf Johann II. erfolgte 1344 eine Erbteilung, wobei die jüngere Linie zu Commercy den Namen „Sarrebruck“ beibehielt. 1381 wurden die Grafen von Saarbrücken-Commercy von den Grafen von Nassau beerbt, die 1444 ihren Teil der Herrschaft Commercy an Louis de Bar verkauften.
Die Linie Commercy starb 1551 mit Damoiselle Philippe von Commercy aus. In der Folgezeit gab es mehrfache Besitzerwechsel. Insbesondere zu erwähnen ist Paul de Gondi, Kardinal de Retz, der hier den größten Teil seiner berühmten Memoiren verfasste. Unter dem Grafen und späteren Fürsten Charles Henri de Lorraine-Vaudémont (1649–1723) wurden Schloss und Stadt in eine barocke Residenz umgebaut. Wahrscheinlich lieferte Germain Boffrand die Entwürfe für die Pläne des 1708 bis 1717 ausgeführten Schlossbaus. Nach dem Tod Charles Henris fiel Commercy an die Herzogin von Lothringen Elisabeth Charlotte, die bis zu ihrem Tode 1744 dort residierte. Der in Lothringen exilierte polnische König Stanislaus I. Leszczyński nutzte das Schloss anschließend als Nebenresidenz und ließ durch Emmanuel Héré die Gartenanlage anlegen sowie die Schlossflügel verlängern.
Nach dem Tode Stanislaus’ 1766, mit dem das Herzogtum Lothringen an Frankreich fiel, wurden die Anlagen vernachlässigt. In der Zeit von 1767 bis 1927 diente das Schloss als Kavalleriekaserne. 1944 wurde es schwer beschädigt und erst in den 1960er Jahren wiederaufgebaut.

## Beschreibung
Ursprünglich bestanden in Commercy zwei Burgen: das ältere „Obere Schloss“, an dessen Stelle sich das heutige Schloss erhebt, für das die Grafen von Saarbrücken-Commercy bei der Erbteilung 1344 das Recht erhielten, einen Donjon zu erbauen, und das „Untere Schloss“, eine Wasserburg direkt am Ufer der Maas.
Von der „Oberen Burg“ haben sich im heutigen Schloss die durch Héré in eine Gartenterrasse umgewandelten Substruktionen mit drei Rundtürmen erhalten.
Der barocke Schlossbau mit einem Ehrenhof erinnert mit seiner kolossalen ionischen Säulenordnung an den Mittelrisalit des Schlosses Lunéville. Die Seitenflügel wurden durch Héré in konkaven mit Vasen und Trophäen besetzten Marstallgalerien mit schmalem Durchgang zur Stadt fortgesetzt. Damit erinnert der Schlossplatz entfernt an den Petersplatz in Rom. Quer durch den Ort zieht sich die Schlossachse als Straße (Rue Carnot), die sich noch mehrere Kilometer bis zur nächsten Hügelkette fortsetzt (heute Waldweg). An der Gartenseite befand sich einst ein von Héré aus dem Maas-Kanal erweiterte Wasser-Parterre mit Skulpturen des Neptun und der Amphitrite. Den Abschluss bildete als „Point de Vue“ ein 550 Meter entferntes „Château d’eau“ mit Kaskaden.